# Paul Pascal

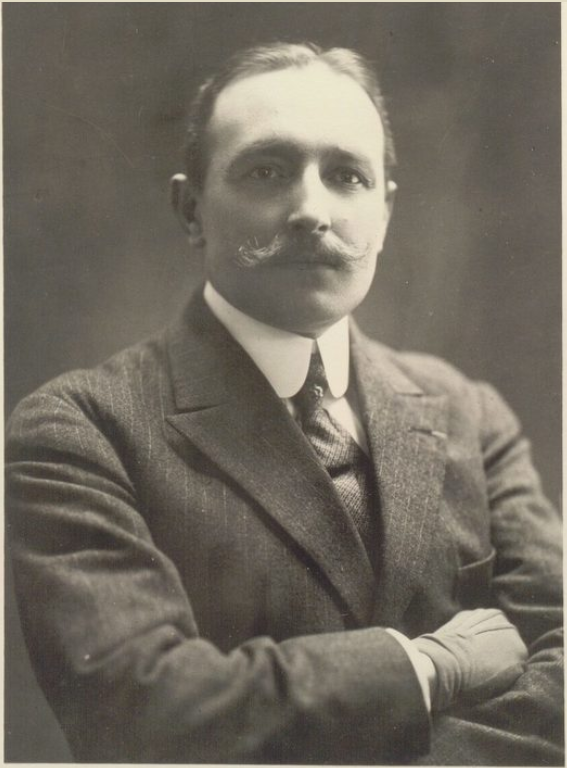
Paul Victor Henri Pascal

Paul Victor Henri Pascal (* 4. Juli 1880 in Saint-Pol-sur-Ternoise; † 26. Januar 1968 in Caen) war ein französischer Chemiker, Mineraloge und Metallurge.

## Leben
Pascal studierte an der École normale supérieure mit der Agrégation in Physik 1905. Er unterrichtete an einem Gymnasium in Douai und heiratete in dieser Zeit. 1908 ging er an die Faculté de Sciences in Lille (der späteren Universität Lille), wo er sich mit Magnetochemie befasste. Er promovierte 1909 (Doctorat en Science) über organometallische Komplexe. Seine akademische Karriere wurde durch den Ersten Weltkrieg unterbrochen, während dessen er militärische Substanzen wie Schießpulver und Sprengstoffe herstellte. 1919 wurde er als Nachfolger von Alphonse Buisine (1856–1918) Professor für angewandte Chemie und Direktor des Instituts für Chemie in Lille. Er unterrichtete Metallurgie an der École Centrale de Lille (Institut industriel du Nord) und ab 1927 an der École centrale in Paris. 1929 bis 1938 war er Professor für allgemeine Chemie und Chemie der Metalle und Mineralien (Chimie minérale) an der Faculté des Sciences in Paris.
Pascal befasste sich mit der Chemie von Phosphat-Komplexen mit Anwendungen in Industrie und Militär und war außerdem ein Pionier der Magnetochemie (dort sind Pascal´s Konstanten im Diamagnetismus nach ihm benannt).
1966 erhielt er die Goldmedaille des CNRS. In Bordeaux ist ein Forschungszentrum des CNRS nach ihm benannt. 1945 wurde er Mitglied der Académie des sciences. Außerdem war er Commandeur in der Ehrenlegion.

## Schriften
- Synthèses et catalyses industrielles, fabrications minérales: leçons professées à la Faculté des sciences de Lille, Paris, J. Hermann, 1924, 2. Auflage 1930
- Métallurgie et sidérurgie: Leçons professées à la faculté des sciences de Lille et à l'Institut industriel du Nord, Paris, J. Hermann, coll. Institut industriel du Nord, 1920–1921
- Chimie générale, 4 Bände, Masson 1949–1952
- Notions élémentaires de Chimie générale, Masson 1953
- Mitautor und Herausgeber Nouveau traité de chimie minérale, 31 Bände, Paris, Masson, ab 1956 (Neuauflage des Handbuchs Traité de Chimie minérale, Masson 1931–1934), von Pascal Band 20 Alliages métaliques
- Posthum durch A. Pacault et G. Pannetier: Compléments au Nouveau traité de chimie minérale. Masson, Paris, 1974